# Aldo Novarese

Aldo Novarese (ur. 29 czerwca 1920 w Pontestura Monferrato, zm. 16 września 1995 w Turynie) – włoski projektant czcionek.

## Kariera
Po opanowaniu umiejętności obróbki, grawerowania miedzi i litografii w Scuola Arteri Stampatori w Turynie, Novarese pracował jako rysownik w odlewni Nebiolo. Został dyrektorem sztuki w 1952 roku. Uczył w Scuola Viglandi Paravia przez dziesięć lat, począwszy od roku 1948. Do roku 1977 odlewnia Nebiolo stała się w dużej mierze przestarzała, dlatego Novarese stał się niezależnym projektantem.

## Zaprojektowane fonty
Novarese zaprojektował szereg krojów. Jego projekty były zarówno innowacyjne, jak i klasyczne – cechowała je wielka różnorodność oraz charakterystyczne, nietuzinkowe elementy. Najbardziej znanym fontem, stworzonym przez niego, jest Eurostile – geometryczny bezszeryfowy wzór. Został wykonany w oparciu o kształt prostokąta z subtelnie zaokrąglonymi rogami, co przypomina kształt ekranu kineskopu lub okien samolotu.
Inne czcionki:
- Landi Linear (1939-43);
- Athenaeum (1945) z Alessandro Butti;
- Normandia (1946-49) z Alessandro Butti;
- Augustea (1951) z Alessandro Butti;
- Microgramma (1951) z Alessandro Butti;
- Cigno (1954);
- Fontanesi (1954);
- Egizio (1955-58);
- Juliet (1955);
- Ritmo (1955);
- Garaldus (1956-60);
- Slogan (1957);
- Recta (1958-61);
- Estro (1961);
- Eurostile (1962);
- Magister (1966);
- Oscar (1966);
- Forma (1966-67);
- Metropol (1967);
- Elite (1968);
- Stop (1970).